# Sourribes
Sourribes település Franciaországban, Alpes-de-Haute-Provence megyében. Lakosainak száma 179 fő (2022. január 1.). Sourribes Entrepierres, Salignac, Thoard és Volonne községekkel határos.

## Népesség
A település népessége az elmúlt években az alábbi módon változott:
| Lakosok száma | 73   | 74   | 116  | 177  | 179  | 180  | 179  | 178  | 178  | 179  |
|               | 1968 | 1982 | 1990 | 2006 | 2013 | 2015 | 2017 | 2019 | 2020 | 2022 |